# 莱凯蒂奥
莱凯蒂奥（西班牙語：Lequeitio）是西班牙巴斯克自治区比斯开省的一个市镇。总面积2平方公里，总人口7357人（2001年），人口密度3679人/平方公里。